# Bandiera di Sant'Elena
La bandiera di Sant'Elena è stata adottata il 4 ottobre 1984.
Si tratta di una Blue Ensign, ossia di una bandiera che reca la Union Jack, cioè la bandiera del Regno Unito, nel cantone e che ha uno sfondo blu. Sulla parte esterna della Blue Ensign è presente lo stemma di Sant'Elena.